# Anton von Krockow
Anton Friedrich von Krockow (4 de enero de 1714-7 de septiembre de 1778) fue un teniente general prusiano.

## Familia
Sus padres fueron Philipp Reinhold von Krockow, capitán del ejército imperial y heredero de Polzin, y su madre Anna Maria von Borcke. Su hermano menor, Wilhelm (1719-1803), fue un general de infantería prusiano.
Krockow se casó con Auguste Luise Heinriette Freiin von Lüders (fallecida en 1790). Tuvieron los siguientes hijos:
- Karl Wilhelm (n. 1748), cadete prusiano
- Ludwig Christian Friedrich (n. 1749), teniente prusiano
- Karoline Wilhelmine (n. 1752)
- Auguste Christiane Friederike (* 1756), desposó a Johann Georg von der Marwitz, un oficial prusiano
- Sophie
- Henriette ∞ Ernst Vollrath von Kölichen auf Reisicht

## Carrera militar
Krockow había sido caporal desde 1728 en el regimiento de infantería "von Holstein" del Ejército prusiano. Por recomendación del rey polaco Estanislao I, ingresó en el servicio francés en 1735 y alcanzó ahí el rango de coronel de caballería. Sus repetidas peticiones para reincorporarse al servicio prusiano no fueron satisfechas hasta marzo de 1757 por el rey Federico, aunque a Krockow se le concedió una patente el 1 de mayo de 1748, como coronel y general adjunto. Tras la muerte del mayor general Christian Friedrich von Blanckensee, Krockow recibió su puesto como jefe de un regimiento de dragones. Durante la guerra de los Siete Años se convirtió en teniente general. Tomó parte en las batallas cerca de Praga, Kolin, Hochkirch, Liegnitz y Torgau. Fue herido en Leuthen. Permaneció en servicio activo hasta abril de 1760.
En junio de 1769 el rey lo nombró jefe oficial de Neuenhagen y Freienwalde. El 18 de enero de 1773 también hizo a Krockow caballero de la Orden del Águila Negra. Al inicio de la guerra de Sucesión Bávara, marchó con su regimiento desde la guarnición y murió de un derrame cerebral en el campamento del rey. Krokow fue incluido en la estatua ecuestre de Federico el Grande.